# Karel XVI. Gustav
Karel XVI. Gustav (Karl Gustav Folke Hubertus, * 30. dubna 1946, Solna) je švédský král. Na trůn nastoupil po smrti svého dědečka, krále Gustava VI. Adolfa, dne 15. září 1973.
Je nejmladší dítě a jediný syn Gustava Adolfa Švédského a Sibyly Sasko-Kobursko-Gothajské. Jeho otec zemřel 26. ledna 1947 při letecké nehodě v Dánsku na letišti v Kodani, když bylo Karlu Gustavovi devět měsíců. Karel Gustav se o otcově smrti dozvěděl, až když mu bylo sedm let. V projevu v roce 2005 vyjádřil své pocity ohledně dospívání, kdy neznal svého otce. Po smrti svého otce se stal druhým v řadě na trůn po svém dědečkovi, tehdejším korunním princi Gustavovi Adolfovi. Po smrti svého praděda krále Gustava V. v roce 1950 nastoupil na trůn Gustav Adolf, a tak se Karel Gustav ve věku čtyř let stal novým švédským korunním princem a dědicem trůnu.
Krátce poté, co se v roce 1973 stal králem, vstoupila v platnost nová ústava z roku 1974, která formálně zbavila Karla XVI. Gustava jeho zbývající výkonné moci. Výsledkem je, že již neplní řadu povinností, které se obvykle udělují hlavě státu, jako je formální jmenování předsedy vlády, podpis zákonů a funkce vrchního velitele ozbrojených sil. Nová ústava výslovně omezuje krále na ceremoniální funkce a mimo jiné je pravidelně informován o státních záležitostech. Jako hlavě rodu Bernadotte bylo Karlu Gustavovi také umožněno učinit řadu rozhodnutí o titulech a funkcích jeho členů.
Následník trůnu, po přijetí nového zákona o absolutní primogenituře (prvního takového zákona přijatého v západoevropských dějinách) 1. ledna 1980, je korunní princezna Viktorie Švédská, nejstarší dítě krále a jeho manželky, královny Silvie. Před přijetím tohoto zákona byl mladší bratr korunní princezny Viktorie, princ Karel Filip, od narození v květnu 1979 krátce dědicem trůnu. Karel XVI. Gustav je nejdéle vládnoucím monarchou ve švédské historii. 26. dubna 2018 překonal vládu krále Magnuse IV. Švédského dlouhou 44 let a 222 dní.

## Dětství
Karel Gustav se narodil 30. dubna 1946 v 10:20 v paláci Haga v Solně ve Stockholmském kraji. Byl nejmladší z pěti dětí a jediný syn švédského prince Gustava Adolfa a princezny Sybily. Byl pokřtěn v Královské kapli 7. června 1946, arcibiskupem z Uppsaly, Erlingem Eidemem.
Pokřtěn byl křtitelnicí Karla XI., která stála na koberci Gustava III.; ležel v kolébce Karla XI. a vedle něj byla koruna Oskara II. Jeho kmotry byli korunní princ a korunní princezna z Dánska (jeho strýc a teta z otcovy strany), korunní princ z Norska, princezna Juliána Nizozemská, švédský král (jeho pradědeček z otcovy strany), dědičný princ Sasko-Kobursko-Gothajský (jeho strýc z matčiny strany), korunní princ a korunní princezna ze Švédska (jeho dědeček z otcovy strany a nevlastní babička) a hrabě Folke a hraběnka Maria Bernadotte z Wisborgu.
Princi Karlu Gustavovi byl také dán titul vévody z Jämtlandu.
Je spřízněn se všemi panujícími monarchy v Evropě.

## Mládí a vzdělání
Jeho první vzdělání mu bylo dáno soukromě v Královském paláci. Mladý princ byl poté poslán do Bromsovy školy a poté do internátní školy Sigtuna. Po dostudování střední školy v roce 1966 Karel Gustav absolvoval dva a půl roku vzdělávání ve švédské armádě, švédském námořnictvu a švédském letectvu. Během zimy 1966–1967 se zúčastnil plavby kolem světa s minonoskou Älvsnabben. Korunní princ obdržel titul důstojníka ve všech třech službách v roce 1968 a nakonec před nástupem na trůn dosáhl hodnosti kapitána (v armádě a letectvu) a poručíka (v námořnictvu). Vystudoval také historii, sociologii, politologii, daňové právo a ekonomii na Uppsalské univerzitě a později ekonomii na Stockholmské univerzitě.
V rámci přípravy na svou funkci hlavy státu následoval korunní princ Karel Gustav široký studijní program zaměřený na soudní systém, sociální organizace a instituce, odborové svazy a sdružení zaměstnavatelů. Kromě toho pečlivě studoval záležitosti Riksdagu, vlády a ministerstva zahraničních věcí. Korunní princ také strávil nějaký čas na švédské misi při OSN a ve Švédské agentuře pro mezinárodní rozvojovou spolupráci (SIDA), pracoval v bance v Londýně a na tamním švédském velvyslanectví, ve švédské obchodní komoře ve Francii a v továrně společnosti Alfa Laval Company ve Francii. V roce 1970 zastupoval krále v čele švédské delegace na světové výstavě v japonské Ósace. Od svého mládí byl současný monarcha silným zastáncem skautského hnutí ve Švédsku.
Karel Gustav má dyslexii, stejně jako jeho dcera korunní princezna Viktorie a jeho syn princ Karel Filip.

## Manželství a potomci
Dne 19. června roku 1976 se ve Stockholmu oženil se Silvií Sommerlathovou, s níž se seznámil na Letních olympijských hrách 1972 v Mnichově, kde pracovala jako hosteska. Silvia není urozeného původu a Gustav VI. Adolf z tohoto důvodu vnuka odrazoval od sňatku – podle švédského práva pokud by se s ní Karel Gustav oženil ještě jako korunní princ, musel by opustit královský dům a ztratil by svůj nárok na královský trůn. Tento zákon ovšem platil jen pro prince, nikoli pro vládnoucího monarchu, proto se sňatek uskutečnil, až se Karel Gustav stal sám králem.
Z jejich manželství se narodily tři děti:
- Viktorie Švédská (* 14. července 1977), švédská korunní princezna, vévodkyně västergötlandská, ⚭ 2010 Olof Daniel Westling (* 15. září 1973)
- Karel Filip Švédský (* 13. května 1979), švédský princ, vévoda värmlandský, ⚭ 2015 Sofia Kristina Hellqvistová (* 6. prosince 1984)
- Madeleine Švédská (* 10. června 1982), švédská princezna, vévodkyně hälsinglandská a gästriklandská, ⚭ 2013 Christopher O'Neill (* 27. června 1974)

Karel Gustav byl proti změně nástupnického práva a chtěl, aby po něm na švédský trůn usedl jeho syn Karel Filip, narozený jako jeho druhé dítě po dceři Viktorii. Ne, že by králi vadila vládnoucí žena, ale mrzel ho fakt, že se syn Karel Filip narodil v době, kdy měl nárok na trůn on. Parlament však v roce 1979 odhlasoval ústavu, která vstoupila v platnost 1. ledna roku 1980. Princ Karel Filip tak byl následníkem trůnu sedm měsíců svého života a v důsledku změny ústavy, resp. nástupnického práva, se první v nároku na trůn stala jeho sestra, nejstarší dcera Karla XVI. Gustava, Viktorie.

## Aktivity
Kompetence krále jsou od roku 1975 omezeny na reprezentativní funkci. Král nemá právo na ústavní iniciativy, nejmenuje premiéra, není ani vrchním velitelem ozbrojených sil. Plní ale důležitou roli v prezentování své země za hranicemi.
Na mezinárodní scéně je znám především v souvislosti s Nobelovou cenou, kterou předává každoročně ve všech oborech vyjma Nobelovy ceny za mír, kterou předává norský král. Kromě státnických povinností se věnuje také lyžování, jachtingu, zahradničení a jízdě na koni.

## Tituly a vyznamenání
Karel XVI. Gustav obdržel řadu titulů a vyznamenání jak před svým nástupem na trůn, tak během své vlády.

## Vývod z předků
|                   |                                                                   |  |                                 |                                                         |  |  |  |  |  |  |  | Oskar II. |
|                   |                                                                   |  |                                 |                                                         |  |  |  |  |  |  |  |           |
|                   | Gustav V.                                                         |  |                                 |                                                         |  |  |  |  |  |  |  |           |
|                   |                                                                   |  |                                 |                                                         |  |  |  |  |  |  |  |           |
|                   |                                                                   |  |                                 | Žofie Nasavská                                          |  |  |  |  |  |  |  |           |
|                   |                                                                   |  |                                 |                                                         |  |  |  |  |  |  |  |           |
|                   | Gustav VI. Adolf                                                  |  |                                 |                                                         |  |  |  |  |  |  |  |           |
|                   |                                                                   |  |                                 |                                                         |  |  |  |  |  |  |  |           |
|                   |                                                                   |  |                                 | Fridrich I. Bádenský                                    |  |  |  |  |  |  |  |           |
|                   |                                                                   |  |                                 |                                                         |  |  |  |  |  |  |  |           |
|                   | Viktorie Bádenská                                                 |  |                                 |                                                         |  |  |  |  |  |  |  |           |
|                   |                                                                   |  |                                 |                                                         |  |  |  |  |  |  |  |           |
|                   |                                                                   |  |                                 | Luisa Pruská                                            |  |  |  |  |  |  |  |           |
|                   |                                                                   |  |                                 |                                                         |  |  |  |  |  |  |  |           |
|                   | Gustav Adolf Švédský                                              |  |                                 |                                                         |  |  |  |  |  |  |  |           |
|                   |                                                                   |  |                                 |                                                         |  |  |  |  |  |  |  |           |
|                   |                                                                   |  |                                 | Albert Sasko-Kobursko-Gothajský                         |  |  |  |  |  |  |  |           |
|                   |                                                                   |  |                                 |                                                         |  |  |  |  |  |  |  |           |
|                   | Artur Sasko-Koburský                                              |  |                                 |                                                         |  |  |  |  |  |  |  |           |
|                   |                                                                   |  |                                 |                                                         |  |  |  |  |  |  |  |           |
|                   |                                                                   |  |                                 | Viktorie                                                |  |  |  |  |  |  |  |           |
|                   |                                                                   |  |                                 |                                                         |  |  |  |  |  |  |  |           |
|                   | Margareta z Connaughtu                                            |  |                                 |                                                         |  |  |  |  |  |  |  |           |
|                   |                                                                   |  |                                 |                                                         |  |  |  |  |  |  |  |           |
|                   |                                                                   |  |                                 | Fridrich Karel Pruský                                   |  |  |  |  |  |  |  |           |
|                   |                                                                   |  |                                 |                                                         |  |  |  |  |  |  |  |           |
|                   | Luisa Markéta Pruská                                              |  |                                 |                                                         |  |  |  |  |  |  |  |           |
|                   |                                                                   |  |                                 |                                                         |  |  |  |  |  |  |  |           |
|                   |                                                                   |  |                                 | Marie Anna Anhaltsko-Desavská                           |  |  |  |  |  |  |  |           |
|                   |                                                                   |  |                                 |                                                         |  |  |  |  |  |  |  |           |
| Karel XVI. Gustav |                                                                   |  |                                 |                                                         |  |  |  |  |  |  |  |           |
|                   |                                                                   |  |                                 |                                                         |  |  |  |  |  |  |  |           |
|                   |                                                                   |  | Albert Sasko-Kobursko-Gothajský |                                                         |  |  |  |  |  |  |  |           |
|                   |                                                                   |  |                                 |                                                         |  |  |  |  |  |  |  |           |
|                   | Leopold, vévoda z Albany                                          |  |                                 |                                                         |  |  |  |  |  |  |  |           |
|                   |                                                                   |  |                                 |                                                         |  |  |  |  |  |  |  |           |
|                   |                                                                   |  |                                 | Viktorie                                                |  |  |  |  |  |  |  |           |
|                   |                                                                   |  |                                 |                                                         |  |  |  |  |  |  |  |           |
|                   | Karel Eduard Sasko-Kobursko-Gothajský                             |  |                                 |                                                         |  |  |  |  |  |  |  |           |
|                   |                                                                   |  |                                 |                                                         |  |  |  |  |  |  |  |           |
|                   |                                                                   |  |                                 | Jiří Viktor Waldecko-Pyrmontský                         |  |  |  |  |  |  |  |           |
|                   |                                                                   |  |                                 |                                                         |  |  |  |  |  |  |  |           |
|                   | Helena Waldecko-Pyrmontská                                        |  |                                 |                                                         |  |  |  |  |  |  |  |           |
|                   |                                                                   |  |                                 |                                                         |  |  |  |  |  |  |  |           |
|                   |                                                                   |  |                                 | Helena Nasavská                                         |  |  |  |  |  |  |  |           |
|                   |                                                                   |  |                                 |                                                         |  |  |  |  |  |  |  |           |
|                   | Sibylla Sasko-Kobursko-Gothajská                                  |  |                                 |                                                         |  |  |  |  |  |  |  |           |
|                   |                                                                   |  |                                 |                                                         |  |  |  |  |  |  |  |           |
|                   |                                                                   |  |                                 | Fridrich Šlesvicko-Holštýnsko-Sonderbursko-Glücksburský |  |  |  |  |  |  |  |           |
|                   |                                                                   |  |                                 |                                                         |  |  |  |  |  |  |  |           |
|                   | Fridrich Ferdinand Šlesvicko-Holštýnský                           |  |                                 |                                                         |  |  |  |  |  |  |  |           |
|                   |                                                                   |  |                                 |                                                         |  |  |  |  |  |  |  |           |
|                   |                                                                   |  |                                 | Adléta ze Schaumburg-Lippe                              |  |  |  |  |  |  |  |           |
|                   |                                                                   |  |                                 |                                                         |  |  |  |  |  |  |  |           |
|                   | Viktorie Adléta Šlesvicko-Holštýnská                              |  |                                 |                                                         |  |  |  |  |  |  |  |           |
|                   |                                                                   |  |                                 |                                                         |  |  |  |  |  |  |  |           |
|                   |                                                                   |  |                                 | Fridrich VIII. Šlesvicko-Holštýnský                     |  |  |  |  |  |  |  |           |
|                   |                                                                   |  |                                 |                                                         |  |  |  |  |  |  |  |           |
|                   | Karolína Matylda Šlesvicko-Holštýnsko-Sonderbursko-Augustenburská |  |                                 |                                                         |  |  |  |  |  |  |  |           |
|                   |                                                                   |  |                                 |                                                         |  |  |  |  |  |  |  |           |
|                   |                                                                   |  |                                 | Adléta z Hohenlohe-Langenburgu                          |  |  |  |  |  |  |  |           |
|                   |                                                                   |  |                                 |                                                         |  |  |  |  |  |  |  |           |

Karel XVI. Gustav je prapravnuk britské královny Viktorie. Mezi jeho předky patří také německý císař Vilém I.